# Anticabraggio
L'anticabraggio è un dispositivo elettronico o elettromeccanico che consente di ridurre il momento torcente sugli assi anteriori di una locomotiva ferroviaria elettrica. In Italia ne sono dotate le locomotive del gruppo E.444 ed E.645 (non sulle E.646 convertite in E.645, cioè le unità serie 300).
Nel caso classico di locomotiva posta in testa al convoglio, e che quindi lavora in trazione, gli assi anteriori hanno meno coppia resistente rispetto a quelli posteriori per effetto del carico creato dal convoglio trainato.
Il fenomeno è accentuato allo spunto (partenza da fermo) dall'applicazione della coppia motrice sugli assi motori della locomotiva che tende a far ruotare verso l'alto, per effetto cabraggio, gli assi anteriori dei carrelli.
Durante la trazione gli assi davanti sono quindi più facilmente soggetti a slittare rispetto a quelli posteriori che avendo un maggiore carico hanno più aderenza sulle rotaie. 
Sulle locomotive quindi vengono implementati dispositivi di anticabraggio che, abilitati dal macchinista, provvedono a dare minore energia ai motori degli assi anteriori rispetto a quella erogata a quelli posteriori in modo tale da evitare fastidiosi slittamenti ruota-rotaia.
Tecnicamente, sui motori del primo asse di ogni carrello senso marcia viene tenuto inserito un livello in più di indebolimento di campo (shunt), che diminuisce la coppia erogata, e di conseguenza il rischio che l'asse vada in fuga.
Frequenti slittamenti, oltre a comportare una riduzione del comfort dei passeggeri, tendono a usurare le rotaie e le ruote della locomotiva che avranno prematuramente necessità di un intervento di "ribordatura" o sostituzione; inoltre, uno slittamento eccessivamente prolungato, può danneggiare i motori per bloccaggio.